# Heleocharis trilateralis
Heleocharis trilateralis là loài thực vật có hoa trong họ Cói. Loài này được Tang & F.T. Wang mô tả khoa học đầu tiên năm 1961.